# 곤살루 하무스
곤살루 마티아스 하무스(포르투갈어: Gonçalo Matias Ramos, 2001년 6월 20일 ~ )는 포르투갈의 축구 선수로 포지션은 공격수이다. 현재 프랑스 리그 1의 파리 생제르맹에서 활약하고 있다.

## 어린 시절
2001년 6월 20일 포르투갈의 올량에서 태어난 하무스는 2009년 지역 팀 올랴넨스의 유소년팀에서 축구를 시작했으며, 2011년 룰레에 입단했다. 곧 하무스는 9세에 스포르팅 CP에서 여러 차례 입단 테스트를 보았으나 몸 상태가 좋지 않아 거절당했다. 이후 그는 12세의 나이로 벤피카의 유스팀에 입단하게 되었다.

## 구단 경력

### SL 벤피카

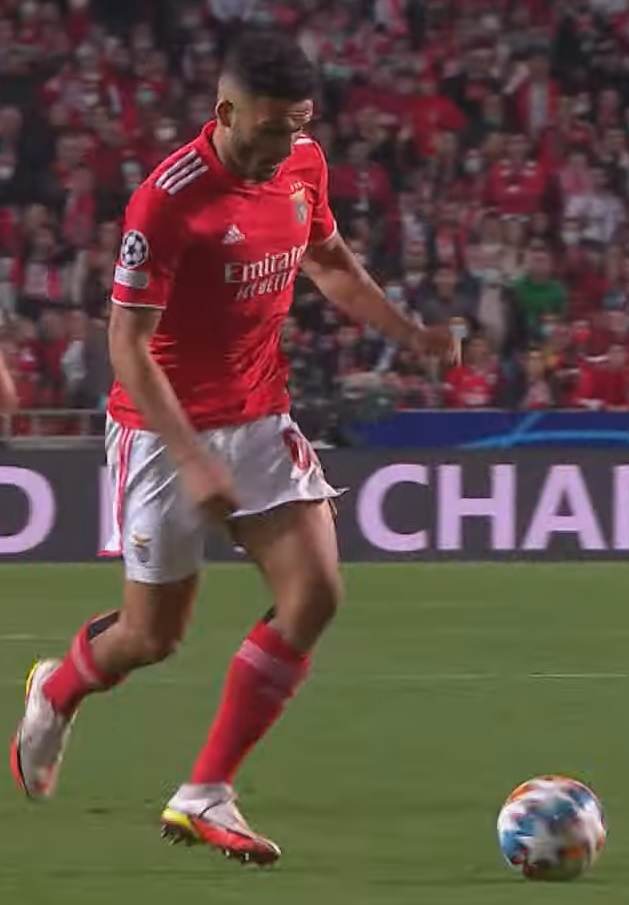

2019년 1월 13일, 그는 리가프로에서 브라가 B에게 홈에서 3-2로 패한 경기에서 84분 교체 선수로 투입되며 벤피카의 리저브 팀 소속으로 프로 데뷔를 했다. 그는 프리메라리가에서 CD 아베스를 상대로 4-0 승리를 거두며 85분에 벤피카 1군 데뷔전을 치렀다. 그 시즌 동안 하무스는 2019-20 UEFA 유스 리그에 출전해 벤피카의 핵심 선수로 활약하며 팀의 대회 결승을 이끌었다. 그는 8골로 대회 공동 득점왕에 올랐으며,  2020년 10월 7일, 2025년까지의 계약 연장에 동의했다.
4월 13일, 그는 안필드에서 열린 리버풀과의 UEFA 챔피언스리그 8강 2차전에서 3-3으로 비긴 원정경기에서 첫 UEFA 챔피언스리그 골을 기록했다. 이로써 그는 대회 최종 단계에서 벤피카 소속으로 득점한 두 번째로 어린 선수(20세 297일)가 되었지만, 팀은 종합적으로 리버풀에게 6-4로 패한 후 탈락했다.
라모스는 8월 2일 2022-23 UEFA 챔피언스리그 3차 예선 1차전에서 미트윌란을 상대로 안방에서 4-1로 승리하며 통산 첫 해트트릭을 기록하며 2022-23 시즌을 시작했다. 2022년 2차전에서 디나모 키예프를 상대로 3-0 홈 승리를 거둔 골과 어시스트 등의 활약으로 23일, UEFA 챔피언스리그 플레이오프 라운드를 통해 그의 팀이 토너먼트에 진출할 수 있도록 도왔다. 그는 지난 2022-23 UEFA 챔피언스리그 조별 예선 경기에서 마카비 하이파를 상대로 벤피카가 원정에서 6-1로 승리하였고 이 과정에서 그는 시즌 첫 UEFA 챔피언스리그 골을 기록해 구단의 16강 진출을 확정시켰다. 5경기에서 5골을 넣은 그는 10월과 11월 리그 이달의 선수와 이달의 공격수로 선정되었다.
2023년 1월 15일, 그는 라이벌팀인 스포르팅 CP를 상대로 2-2 무승부를 거두는 데 기여했고 경기의 최우수 선수로 선정되었으며, 그는 1958년 안토니오 멘드스(21세 30일) 이후 더비에서 2번째로 2골을 기록한 최연소 선수(21세 183일) 선수가 되었다. 3월 7일, 챔피언스 2차전 리그 16강전에서 라모스는 클럽 브뤼헤를 상대로 홈에서 5-1로 승리하며 보조골을 넣었고, 챔피언스리그 녹아웃 스테이지 경기에서 두 골을 넣은 최연소 포르투갈 선수(21세 260일)가 되었다. 4월 2일, 그는 히우 아브를 상대로 원정 승리의 유일한 골을 기록하여 1962-1963 시즌의 에우제비우 이후 벤피카에서 한 시즌에 25골을 넣은 최연소 선수가 되었다. 그는 리그 마지막 날의 골을 포함해 팀의 27골로 시즌을 마쳤으며, 산타 클라라를 상대로 3-0 승리를 거두며 4년 만에 벤피카의 타이틀을 확정지었다. 그는 19개의 리그 골은 시즌 2위를 기록했다.

#### 파리 생제르맹
2023년 8월 7일, 리그 1의 파리 생제르맹(PSG)은 하무스를 시즌이 끝나면 보고된 수수료 €65M에 구매할 수 있는 옵션이 있는 임대 형식으로 그를 영입했다고 발표했다. 하무스는 8월 12일, 로리앙과의 0-0 무승부로 데뷔전을 치렀다.
2023년 11월 22일, 파리 생제르맹은 하무스의 임대 계약에 있는 구매 옵션을 발동해 2028년까지 계약을 체결했다고 발표했다.

## 국가대표팀 경력

### 연령별 대표팀
포르투갈 U-17 대표팀 소속으로 하무스는 영국에서 열린 2018 UEFA U-17 유럽 챔피언십에 참가했다. 해당 대회에서 그는 두 경기에 출전해 조별 예선에서 슬로베니아를 상대로 골을 기록했다.
라모스는 아르메니아에서 열린 2019 UEFA U-19 유럽 선수권 대회에서 준우승한 포르투갈 대표팀의 일원이었다. 그는 준결승에서 아일랜드를 상대로 4-0 승리로 이끈 해트트릭을 포함해 5경기에 출전해 4골을 넣어 득점왕에 올랐다.
2020년 11월 12일, 하무슬 21세 이하 팀의 첫 출전권을 획득했으며, 벨로루시에서 열린 2021 유럽 챔피언십 예선에서 3-0으로 승리한 경기에서 데뷔전 세 번째 골을 기록했다. 2021년 3월, 라모스는 2021 UEFA 유럽 U-21 챔피언십에 참가하여 포르투갈이 해당 대회의 준우승을 하는 데 기여했다.

### A 대표팀
2022년 9월 20일, 하무스는 국가대표팀에서 은퇴한 벤피카의 팀 동료 하파 실바를 대신해 체코와의 다가오는 2022-23 UEFA 네이션스리그 경기에 처음으로 성인팀에 소집됐다.

#### 2022 월드컵
2022년 11월 10일, 하무스는 카타르에서 열리는 2022년 FIFA 월드컵에 참가할 포르투갈의 26인 명단에 포함됐다. 그는 11월 17일 나이지리아와의 친선경기에서 A 대표팀 데뷔전을 치렀고, 세 번째 골을 넣고 네 번째 골을 도우며 4-0 승리를 도왔다. 12월 6일, 스위스와의 16강전에서 하무스는 선발로 투입되어 해트트릭을 기록하고 포르투갈의 6-1 승리에 도왔으며, 이 경기로 1990년에 토마시 스쿠라비 이후 월드컵 토너먼트전에서 해트트릭을 기록한 선수가 되었다.